# هارتمانسدورف (گرایتس)
هارتمانسدورف (به آلمانی: Hartmannsdorf) یک شهر در آلمان است که در تورینگن واقع شده‌است. هارتمانسدورف ۴۰۶ نفر جمعیت دارد.